# جلو، خیبر پختونخوا
جلو (به انگلیسی: Jaloo) یک روستا در پاکستان است که در ناحیه مانسهره واقع شده‌است.